# Сражение у мыса Нотий
Сражение у мыса Нотий — морское сражение, произошедшее в 406 году до н. э. между афинским и спартанским флотами в ходе Пелопоннесской войны и закончившееся поражением афинян.
В 407 году до н. э. афинский стратег-автократор Алкивиад выступил с флотом против восставшего Андроса, однако главный город повстанцев ему взять не удалось. В ходе дальнейших боевых действий ему приходилось часто отлучаться для поиска финансовых средств для жалованья морякам. В 406 году до н. э., отправляясь за жалованьем, Алкивиад оставил командующим флотом кормчего Антиоха, приказав ему не вступать в бой со спартанцами.
Антиох нарушил приказ и потерпел поражение от спартанского наварха Лисандра. Это поражение стало причиной того, что Алкивиад впал в немилость у демоса и был вынужден уйти в изгнание.

## Предыстория
В октябре 407 года до н. э. Алкивиад отплыл из Пирея на 100 триерах с 500 гоплитами и 50 всадниками. Под его началом были Аристократ и Адимант, командовавшие пехотой, и Конон — опытный флотоводец. Его целью была Иония и близлежащие острова, где оставались спартанские базы. Важнейшие города Милет и Эфес, а также острова Хиос, Андрос и Тенос находились под контролем Спарты. Афиняне планировали освободить эти пункты от противника, а также и море в целом, чтобы восстановить свою державу и убедить персов отказаться от поддержки Спарты.
Между тем спартанцы смогли восстановить свой флот, доведя его численность до 70 кораблей. Весной 407 года до н. э. командование спартанским флотом принял Лисандр, сменивший на этом посту Кратесиппида. Лисандр перенёс свою ставку из Милета в Эфес, установил дружественные связи с персидским наместником Киром Младшим и сумел заручиться личной поддержкой ионийских олигархов
Алкивиад отправился с флотом против восставшего Андроса. Он нанёс поражение андросцам и поддерживавшим их спартанцам, но главный город острова ему взять не удалось. Теперь народ требовал от него ещё более крупных побед, однако Алкивиад был стеснён в финансовых средствах. После Андроса он двинулся к Эфесу, устроив базу в Нотии, в порту Колофон. У Алкивиада было 80 кораблей, силы Лисандра возросли до 90 кораблей. Алкивиад попытался вызвать спартанцев на бой, но они отказались. В это время ему приходилось часто отлучаться для поиска финансовых средств для жалованья морякам.
В феврале 406 года до н. э., отправляясь за жалованьем, Алкивиад оставил командовать афинским флотом кормчего своего корабля Антиоха. Это решение подвергалось критике ещё с античных времён. По-видимому, на флоте не было военачальника, и Алкивиад решил назначить человека, которому мог доверять, приказав ему не вступать в бой со спартанцами. Однако Антиох, как пишет Диодор, «будучи по натуре легкомысленным человеком и горя нетерпением самостоятельно совершить какой-нибудь блестящий подвиг», решил дать бой спартанцам. Возможно, он рассчитывал действовать по тому же плану, по которому афиняне победили в 410 году до н. э. при Кизике — выманить противника, а затем эскадрами в засаде ударить по флангам. Однако здесь это не могло бы сработать — спартанцы знали о количестве кораблей у афинян и тут не было мест, где можно было бы спрятать триеры.

## Сражение

Остров Самос и близлежащее побережье Малой Азии

Антиох выплыл с десятью триерами к Эфесу, приказав остальной части флота быть в боевой готовности «пока враг не окажется далеко от суши». Он надеялся выманить Лисандра, чтобы отрезать его от базы. Лисандр, как он рассчитывал, либо поддастся на уловку, либо откажется от боя. Однако спартанский наварх не мог уклоняться от сражения до конца своих полномочий. Узнав от перебежчиков об отъезде Алкивиада и о том, что флотом командует неопытный человек, Лисандр решил «совершить что-либо достойное Спарты». Возможно, Антиох был настолько уверен в пассивности спартанцев, что из-за этого его флагманский корабль либо слишком далеко оторвался от остального флота, либо слишком близко подошёл к берегу. Увидев это, Лисандр внезапно атаковал корабль Антиоха тремя триерами и потопил его, а Антиох погиб. Увидев это, Афиняне, находившиеся под его командованием, были ошеломлены, впали в панику и начали отступать к Нотию.
После этого Лисандр поднял весь свой флот в погоню. Он должен был понять, что у афинян всё пошло не по плану, и он подозревал, что остальная часть их флота будет сбита с толку и дезорганизована, поскольку их командир был мёртв, а планы нарушены. Афиняне, возможно, ожидали какого-то сигнала от своего командующего, но его не последовало. Вместо этого они увидели свои отступающие корабли и преследовавшие их численно превосходящие силы противника. Они не успели в должной мере подготовиться к бою и были разбиты, потеряв 22 корабля. Лисандр захватил афинские корабли, которые были ещё на плаву, установил трофей и отступил в Эфес.

## Последствия
Афиняне остались на три дня в Нотии, ремонтируя повреждённые корабли, когда, узнав о случившемся, прибыл Алкивиад. Он двинулся к Эфесу и попытался вызвать Лисандра на бой, но тот остался в гавани. Источники не упоминают о потерях спартанцев, но скорее всего, они были минимальными. У Алкивиада не оставалось выбора, кроме как вернуться на Самос.
После ещё одной неудачи Алкивиада на Лесбосе Фрасибул, сын Фрасона, отплыл в Афины и стал обвинять Алкивиада в Народном собрании в том, что он оставил командование недостойным людям, а сам уплыл, чтобы развлечься в обществе абидосских и ионийских гетер. В результате афиняне отстранили его от командования и назначили взамен десять стратегов. Алкивиад, опасаясь гнева народа, решил не возвращаться в Афины и отправился в изгнание.